# Circonscription de Biegi
La circonscription de Biegi est une des 177 circonscriptions législatives de l'État fédéré Oromia, elle se situe dans la Zone Ouest Wellega. Son représentant actuel est Seyd Chala Daqa.